# Étienne Brûlé gibier de potence
Pour plus de détails, voir Fiche technique et Distribution.
Étienne Brûlé gibier de potence (en anglais : The Immortal Scoundrel) est un film québécois de Melburn E. Turner sorti le 13 septembre 1952 au Canada. C'est le premier film canadien en couleur produit simultanément en français et en anglais. 

## Synopsis
Un aventurier se voit confier par Samuel de Champlain la mission d'apprendre la langue et les mœurs des Hurons. Étienne Brûlé devient l'ami des Indiens. Par ses erreurs, il fait perdre la ville de Québec qui tombe aux mains des Anglais. Déclaré traître, il retourne parmi les Hurons.

## Fiche technique
- Titre anglais : The Immortal Scoundrel
- Réalisateur : Melburn E. Turner
- Scénariste : Jean Downing, d'après l'œuvre de J. Herbert Cranston
- Directeur de la photographie : Melburn E. Turner
- Montage :  Melburn E. Turner
- Costumes : Jacques Griffe
- Société de production : Carillon productions
- Producteur : Melburn E. Turner
- Langue : en anglais et en français
- Genre : Film historique
- Durée : 97 minutes
- Date de sortie : 13 septembre 1952 au Canada

## Distribution
- Paul Dupuis : Étienne Brûlé
- Jacques Auger : Samuel de Champlain
- Paulette Deguise : Gayonena
- Gabriel Gascon : Janedo
- Guy Hoffman : Serge Pelletier
- Ginette Letondal : Agonsa
- Lionel Villeneuve : Le père Jean de Brébeuf